# الحزب الديمقراطي الاجتماعي (البرتغال)
الحزب الديمقراطي الاجتماعي (بالبرتغالية: Partido Social Democrata ‏) هو حزب سياسي برتغالي، أسس في 6 مايو 1974، يقع مقره في لشبونة، أمينه العام هو خوسيه سيلفانو، وقد تم تأسيسه بواسطة فرانسيسكو دي سا كارنيرو، وقد بلغ عدد أعضائه 117,757 في 2016.

## أعضاء بارزون
- كود سباركل
- تحديث القائمة

- دوراو باروسو (1976 - )
- أنيبال كافاكو سيلفا
- مارسيلو ريبيلو دي سوزا
- Pedro Passos Coelho
- بيدرو سانتانا لوبيس
- فرانسيسكو دي سا كارنيرو
- فرانسيسكو بينتو بالسمانها
- كارلوس موتا بينتو
- João de Deus Pinheiro
- Carlos Moedas